# Louis Marcoussis
Pour les articles homonymes, voir Marcoussis (homonymie).
Louis Marcoussis, né Ludwik Kazimierz Władysław Markus à Varsovie en Pologne alors dans l'Empire russe, le 14 novembre 1878 et mort à Cusset, dans l'Allier, à côté de Vichy, le 22 octobre 1941 , est un peintre et graveur polonais naturalisé français.

## Biographie
Arrivé à Paris en 1903, élève à l'Académie Julian de Jules Lefebvre chez qui il a pour condisciples Roger de La Fresnaye et Robert Lotiron, il expose pour la première fois au Salon d'automne de 1905. Il gagne sa vie en faisant des caricatures pour des journaux satiriques ; il fréquente les cafés où il fait la connaissance de Braque, Degas, Picasso, Apollinaire qui lui fera franciser son nom en Louis Marcoussis du nom d'un village proche de Paris.
Au départ, sa peinture est impressionniste, mais il adopte le mouvement cubiste vers 1910 dont il est le premier graveur reconnu, et, participe à l'exposition cubiste de la « Section d'Or ». Après une liaison avec Eva Gouel qui le quitte pour Picasso, il épouse en 1913 la peintre polonaise Alicja Halicka (1889-1974). Zygmunt Brunner est un témoin majeur du mariage. De leur union naît leur fille Madeleine, en 1922.
Il collabore à de nombreux journaux et magazines illustrés, comme L'Assiette au beurre et Nos loisirs, où il signe « Markous ».
Les années de guerre l'obligent à retourner en Pologne pour être mobilisé. En 1920, il fait partie, avec Georges Braque, Serge Férat et Fernand Léger, du comité directeur de l'association La Section d'Or, fondée par Léopold Survage, Albert Gleizes et Archipenko et qui est chargée d'organiser des expositions en France et à l'étranger.
En 1925, il a droit à sa première exposition personnelle. Sa carrière va se poursuivre par des voyages et expositions en Grande-Bretagne, en Italie, en Belgique, aux États-Unis, etc. Puis, les années 1930 vont le voir se consacrer essentiellement à la gravure.
En 1940, à l'arrivée des troupes allemandes, il part pour Cusset où il grave une suite de pointe-sèches pour Les Devins, un essai de Gaston Bachelard. Il meurt un an plus tard.
Marcoussis était le cousin du poète Zdzisław Milner, père de Max Milner. Son épouse Alicja Halicka est morte le 30 décembre 1974 à 83 ans. Louis Marcoussis et sa femme sont enterrés au cimetière de Cusset.

## Œuvres
Outre de nombreuses peintures, on retiendra de lui, comme graveur, des illustrations pour des livres d'Apollinaire : Alcools, Gérard de Nerval et Tzara. J. Bailly-Herzberg estime à deux cent dix le nombre d'eaux-fortes, pointe sèches, burins, linogravures et bois gravés par Marcoussis.
- 1919, Composition[4], huile sur toile, 41,2 x 33,2 cm, Reims, musée des Beaux-Arts.
- 1934-1937 : sous la direction de l'architecte décorateur, peintre Louis Süe, chargé de la construction d'un immeuble pour Helena Rubinstein, il participe à la décoration des lieux avec : Max Ingrand, Paule Marrot, Richard Georges Desvallières.
- Les trois poètes, huile sur toile, 38 x 33 cm, Dijon, musée des beaux-arts de Dijon.
- Portrait de Guillaume Apollinaire, lithographie, 19 x 24 cm, Vichy, Musée municipal de Vichy.
- Les poissons bleus, huile sur toile, 1928[5].

## Salons
- 1905 - Salon d'automne

## Expositions, galeries
- 1912 - Salon de  "La Section d'Or", galerie La Boétie, 64 bis, rue la Boétie, Paris
  - Portrait de M. A. Gr... . pointe sèche - n°101
  - Etude n°1 - n°102
  - Etude n°2 - n°103
  - Etude n°3 - n°104
  - La Belle Martiniquaise. Pointe sèche - n°105
  - Etude n°4 - n°106
  - Portrait de M. A. Gr... . pointe sèche - n°107
- 1925 - Première exposition personnelle

## Galerie

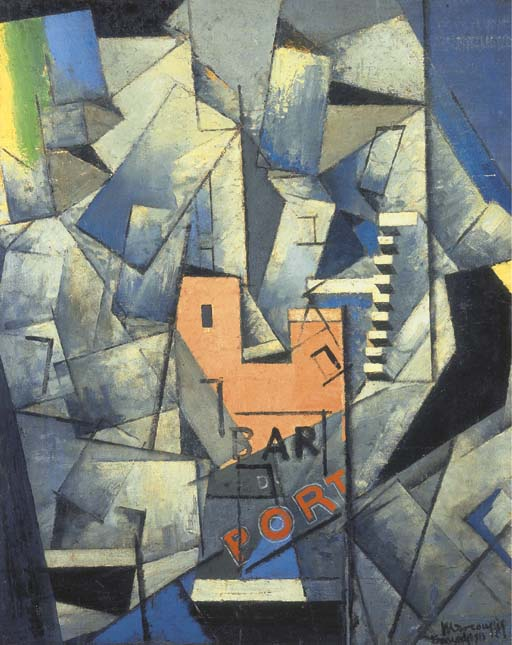
Le Bar du port, huile sur toile, (1913).
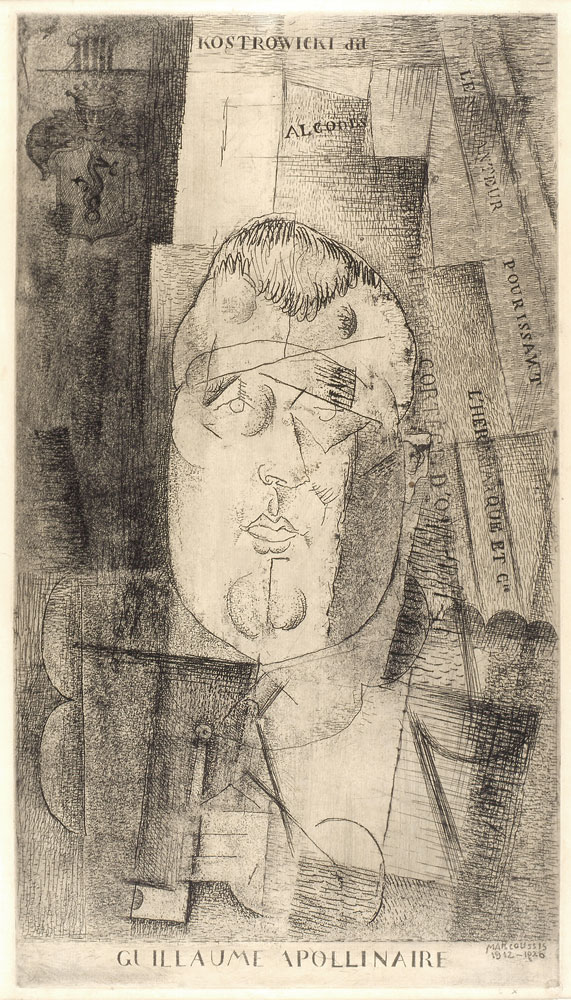
Portrait de Guillaume Apollinaire, (1912-20), eau forte, 57 x 36, MAMCS, Strasbourg.
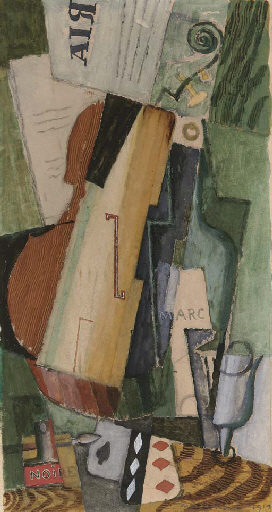
Violon, bouteilles de Marc et cartes, 1919.
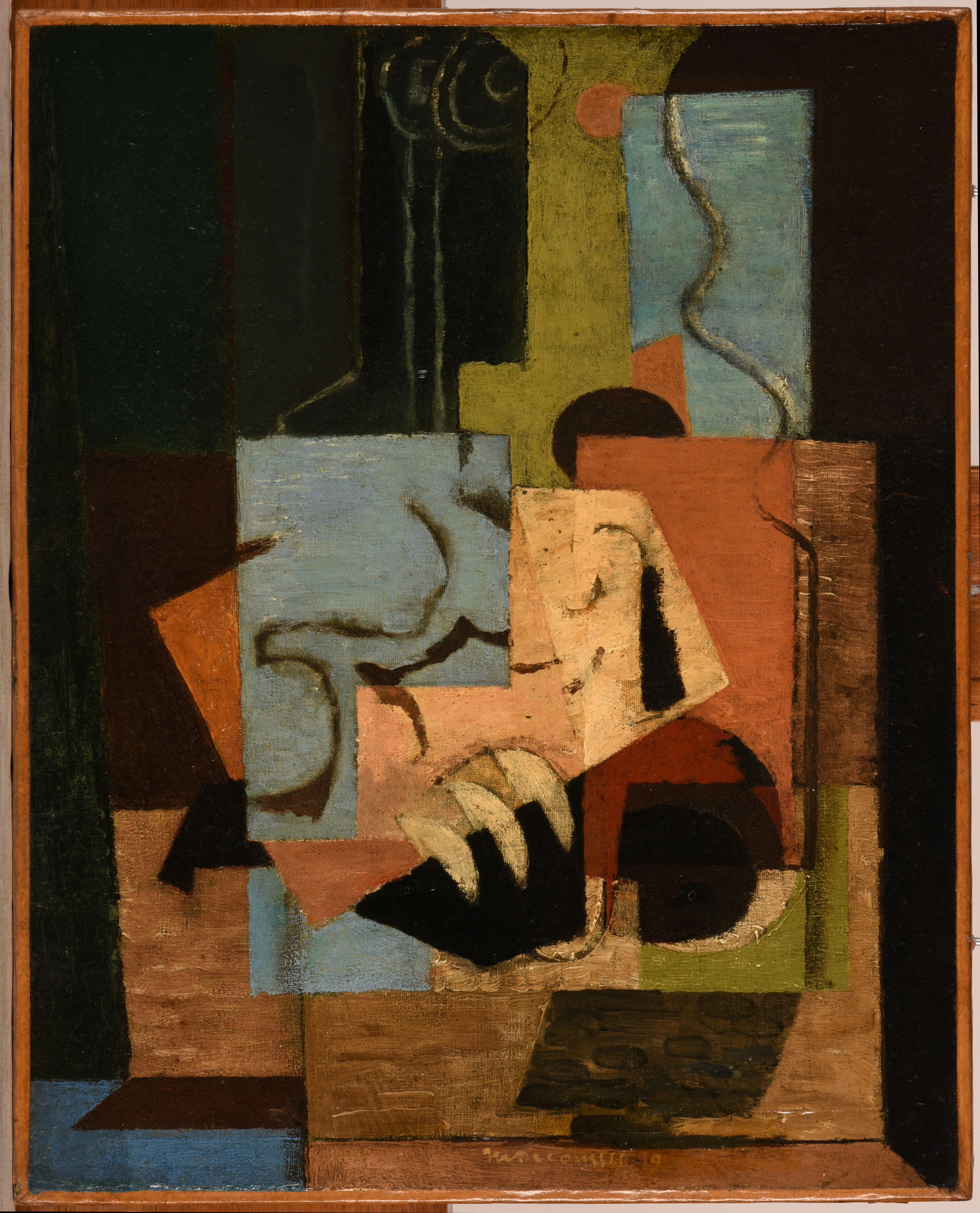
Louis Marcoussis, Composition, 1919, Reims, musée des Beaux-Arts
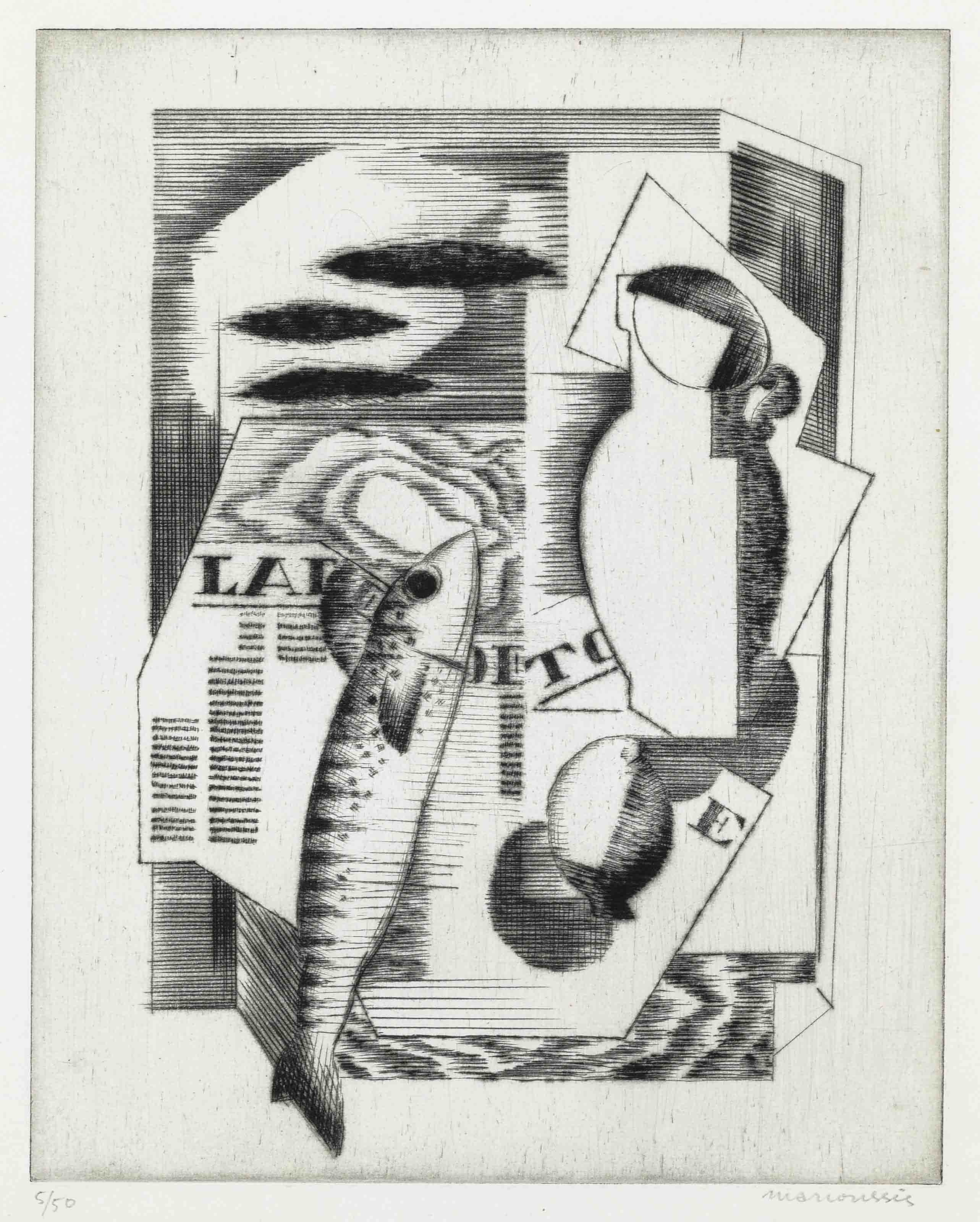
Viareggio, 1926.
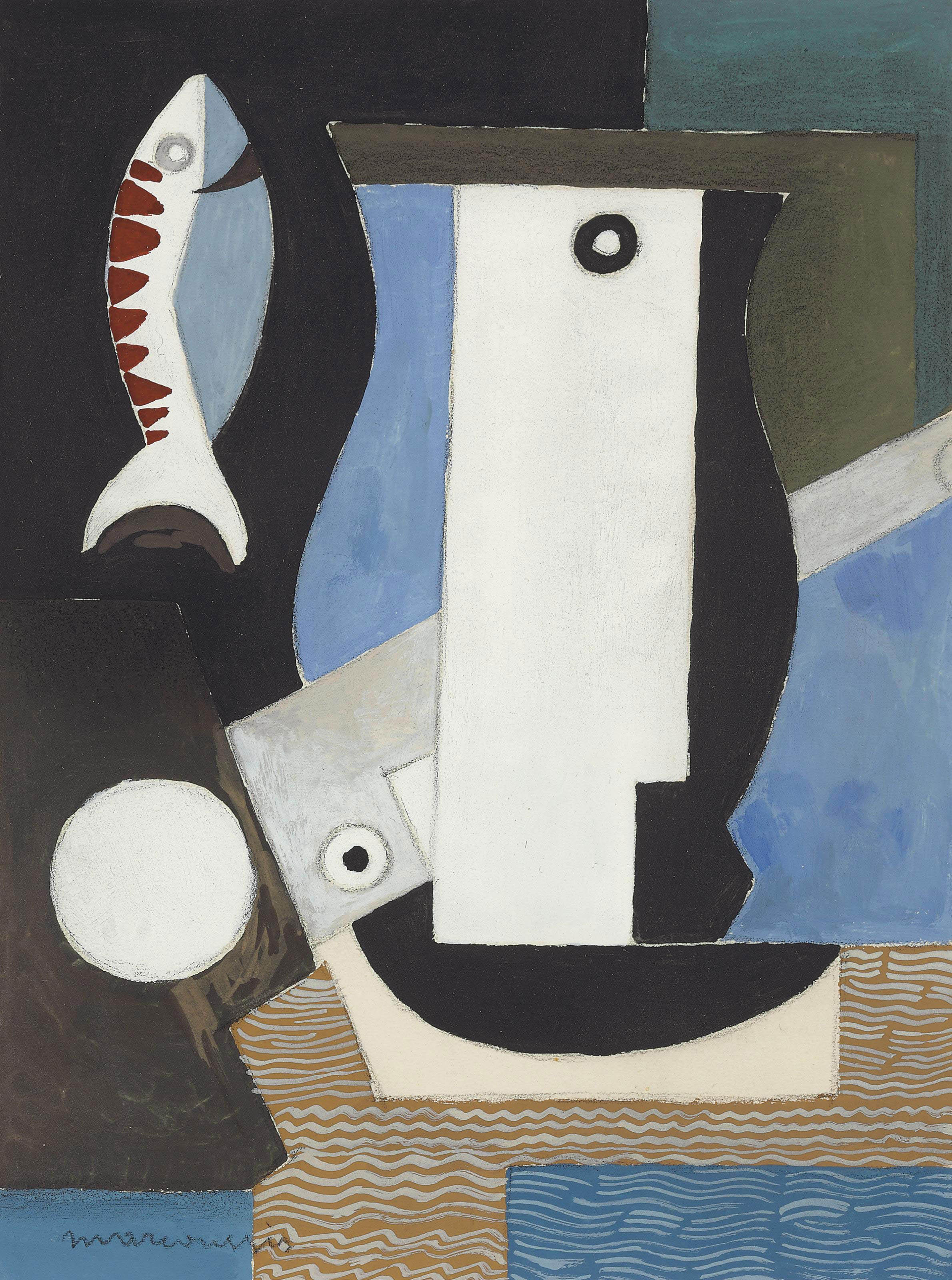
Composition cubiste au portrait, poisson et clair de lune, 1926.